# Poropuntius ikedai
Poropuntius ikedai is een straalvinnige vissensoort uit de familie van karpers (Cyprinidae). De wetenschappelijke naam van de soort is voor het eerst geldig gepubliceerd in 1943 door Harada.